# Naamah
Naamah, en succuba, det vill säga ett övernaturligt kvinnligt väsen som har sex med sovande män, inom judisk mysticism och även babylonisk mytologi. Naamah betraktas som antingen lilim, alltså ett av Lilits barn, eller Lilit själv i en annan skepnad. 
Enligt Zohar är hon en av prostitutionens fyra änglar.